# Карл-Фрідріх Брілль
Карл-Фрідріх Вільгельм Антон Август Брілль (нім. Karl-Friedrich Wilhelm Anton August Brill; 18 липня 1898, Штольценау, Німецька імперія — 22 жовтня 1943, Монте-Арджентаріо, Королівство Італія) — німецький офіцер, доктор інженерних наук, штандартенфюрер СА, фрегаттен-капітан резерву крігсмаріне. Кавалер Лицарського хреста Залізного хреста з дубовим листям.

## Біографія
В 1915 році вступив добровольцем у ВМФ. Під час Першої світової війни брав участь у Ютландській битві, боцман на лінійному кораблі «Тюрингія». Після закінчення війни вивчав машинобудування. З початком Другої світової війни призваний на службу і призначений командиром мінного загороджувача «Кобра». В 1941 році — командир мінно-загороджувальної групи. З осені 1941 року командував мінним загороджувачем «Юмінда», з яким діяв на Балтиці. На встановлених ним мінних полях під Ревелем підірвалося приблизно 15 радянських військових кораблів. В 1942 році переведений на Захід і отримав під командування мінний загороджувач «Бруммер», з яким брав участь у операціях в Ла-Манші та Біскайській затоці. З липня 1943 року — командир мінного загороджувача «Юмініда», що діяв у Середземному морі. Загинув у бою.

## Звання
- Лейтенант-цур-зее (13 грудня 1917)
- Оберлейтенант-цур-зее (19 грудня 1936)
- Капітан-лейтенант резерву (18 січня 1939)
- Корветтен-капітан резерву (1 квітня 1941)
- Штандартенфюрер СА (грудень 1941)
- Фрегаттен-капітан резерву (1 жовтня 1943, посмертно заднім числом)

## Нагороди
- Залізний хрест 2-го класу (19 жовтня 1917)
- Почесний хрест ветерана війни з мечами
- Медаль «За вислугу років у Вермахті» 4-го класу (4 роки)
- Застібка до Залізного хреста 2-го класу (9 березня 1940)
- Залізний хрест 1-го класу (27 квітня 1940)
- Нагрудний знак мінних тральщиків з діамантами
  - знак (5 листопада 1940)
  - діаманти (18 травня 1944; посмертно)
- Орден Хреста Свободи 2-го класу з мечами (Фінляндія; 1 листопада 1941)
- Німецький хрест в золоті (20 листопада 1941)
- Лицарський хрест Залізного хреста з дубовим листям
  - лицарський хрест (27 грудня 1941)
  - дубове листя (№ 330; 18 листопада 1943, посмертно)
- Відзначений у Вермахтберіхт (1943)

## Вшанування пам'яті
26 вересня 1944 року Адольф Гітлер присвоїв ім'я Брілля 24-й флотилії мінних тральщиків.